# Курсон (Калвадос)
Курсон (фр. Courson) је насељено место у Француској у региону Доња Нормандија, у департману Калвадос.
По подацима из 2011. године у општини је живело 435 становника, а густина насељености је износила 26,05 становника/km².

## Демографија
| 1962. | 1968. | 1975. | 1982. | 1990. | 2011. |
| ----- | ----- | ----- | ----- | ----- | ----- |
| 662   | 591   | 529   | 490   | 420   | 435   |